# Hans Wittenburg
Hans Wittenburg (* 31. Oktober 1888 in Melkof; † im 20. Jahrhundert) war ein deutscher Politiker (DDP, Ost-CDU). Er war Landesvorstandsmitglied der DDP Mecklenburg-Schwerin, Mitbegründer des CDU-Landesverbandes Mecklenburg-Vorpommern, Schatzmeister, sowie Abgeordneter der Volkskammer der DDR.

## Leben
Hans Wittenburg besuchte bis 1899 die Dorfschule in Melkof, bis 1902 das Progymnasium und bis 1907 das Realgymnasium in Hagenow. Danach durchlief er eine Postausbildung, die ihn vom Postgehilfen 1907 bis zum Postrat 1946 avancieren ließ. Politisch hatte er sich in der Weimarer Zeit der DDP angeschlossen, er wirkte sowohl im Ortsvorstand als auch im Landesvorstand dieser Partei mit. Wittenburg war zudem Mitglied der Freimaurerloge Schwerin.
Nach 1945 hatte Wittenburg dem Gründerzirkel der CDU Mecklenburg-Vorpommern um Reinhold Lobedanz angehört. Wie schon in der DDP nahm er im Landesvorstand das Amt des Schatzmeisters wahr. Nachdem Friedrich Burmeister als stellvertretender Leiter der Oberpostdirektion Schwerin 1946 Landessozialminister geworden war, übernahm Wittenburg dessen Leitungsposition in der Postbehörde. Von März 1948 bis Oktober 1950 war er Mitglied des Deutschen Volksrates bzw. der Provisorischen Volkskammer. Bei den nach Einheitslisten durchgeführten Scheinwahlen 1950 zog Wittenburg als "fortschrittlicher" Funktionär in den mecklenburgischen Landtag ein. Nach Auflösung des Landtags 1952 war er bis 1954 Abgeordneter des Bezirkstages Schwerin.
Im Juni 1957 wurde er als Veteran in Schwerin mit der Ehrennadel der CDU ausgezeichnet.